# Shelburne (condado de Chittenden)
Shelburne es un lugar designado por el censo (en inglés, census-designated place, CDP) ubicado en el condado de Chittenden, Vermont, Estados Unidos. Según el censo de 2020, tiene una población de 6178 habitantes.
Está situado en el municipio homónimo.

## Geografía
La localidad está ubicada en las coordenadas 44°23′26″N 73°13′5″O / 44.39056, -73.21806 (44.390452, -73.217992).